# Sanjuniatón
Sanjuniatón o Sanchoniaton (en griego Σαγχουνιάθων, Sankhouniáthōn, probablemente del fenicio 𐤎𐤊𐤍𐤉𐤕𐤍, SKNYTN "[El dios] Sakon ha dado") fue un supuesto escritor fenicio nativo de Beirut o de Tiro, parte de cuyos libros fueron traducidos al griego por Filón de Biblos en la segunda mitad del siglo I. 

## Obras
Se le considera uno de los máximos exponentes de la literatura fenicia, aunque todo lo que resta de su obra son los fragmentos que aparecen en la Preparatio Evangelica de Eusebio de Cesarea, que resumió y citó las traducciones de Filón. Los fragmentos que se han conservado conforman el texto religioso más extenso conocido sobre la mitología fenicia: una especie de Teogonía que incluye pasajes de cosmogonía, historias heroicas, vida de los dioses y uso de rituales con serpientes. Eusebio también atribuye a Sanjuniatón la autoría de un tratado titulado Sobre el alfabeto fenicio.